# Shaggy Rogers

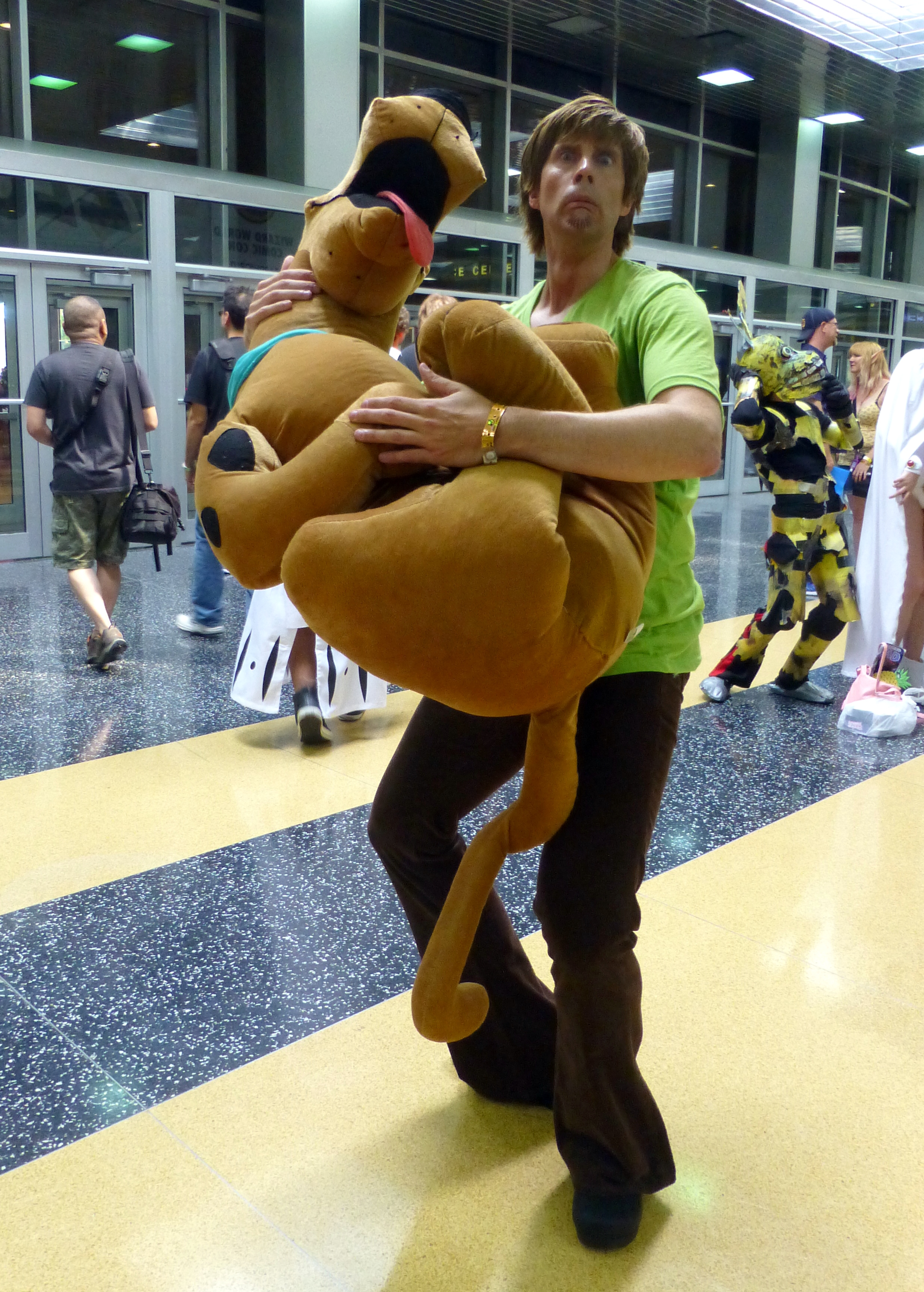
En cosplay-deltagare utklädd till Shaggy med en Scooby-Doo-docka.

Norville "Shaggy" Rogers är en fiktiv figur som ingår i den amerikanska komedi-franchisen Scooby-Doo. Som karaktär utmärker sig Shaggy som räddhågad och lat. Han är även ägare och bäste vän till hunden Scooby-Doo, som är en lättskrämd grand danois. Shaggy är vegetarian. 
Både Shaggy Rogers och Scooby-Doo är i allmänhet mer intresserade av god mat än att lösa mysterier tillsammans med sina vänner. Trots detta dras de in i flera mysterier som behöver lösas. Vid dessa mysterier ställs de båda inför läskiga situationer som ofta innehåller komiska inslag.